# Times Square Studios
Les Times Square Studios sont des studios de télévision pour la chaîne ABC, situés sur la célèbre place de Times Square à New York. Ils ont été inaugurés le 13 septembre 1999. Et depuis fin 2011, c'est aussi un studio de production télévisuelle pour ABC Daytime.

## Localisation
Ils ont pour adresse le 1500 Broadway et leur façade donne sur la place entre la 43e et la 44e rue. La grande baie vitrée du premier étage permet ainsi à l'émission Good Morning America d'avoir comme décor de fond la place de Times Square. Le programme d'information Nightline est enregistré partiellement dans ces studios.
Les studios occupent trois étages pour un total de 4 343 m2. Ils comprennent, entre autres, deux studios, des bureaux, des services techniques pour la télévision, une régie, un studio de radio.
Ces studios faisaient partie d'un ensemble de projets lancé par la Walt Disney Company pour revitaliser le quartier de Times Square. Le principal projet était le Disney's New Deuce.

## Production télévisuelle
Le 2 décembre 2011, Disney-ABC Television Group crée une nouvelle entité de production télévisuelle nommée Times Square Studios pour les productions d'ABC Daytime.
En octobre 2023, Disney annonce que les émissions d'ABC News et Good Morning America quitteront les studios de Times Square utilisés depuis 1999 pour rejoindre en 2025 le siège d'Hudson Square.